# Metropolia kurgańska
Metropolia kurgańska – jedna z metropolii Rosyjskiego Kościoła Prawosławnego, z siedzibą w Kurganie.
Utworzona 5 maja 2015 postanowieniem Świętego Synodu. Obejmuje terytorium obwodu kurgańskiego.
W skład metropolii wchodzą dwie eparchie: kurgańska i szadryńska.

## Metropolici kurgańscy i biełozierscy
- Józef (Bałabanow), 2015[1]–2019
- Daniel (Dorowskich), od 2019[2]